# Mauensee
Mauensee es una comuna suiza del cantón de Lucerna, situada en el distrito de Sursee. Limita al norte con la comuna de Knutwil, al noreste con Sursee, al sureste con Oberkirch, al sur con Grosswangen, al suroeste con Ettiswil, al oeste con Wauwil, y al noroeste con Dagmersellen.

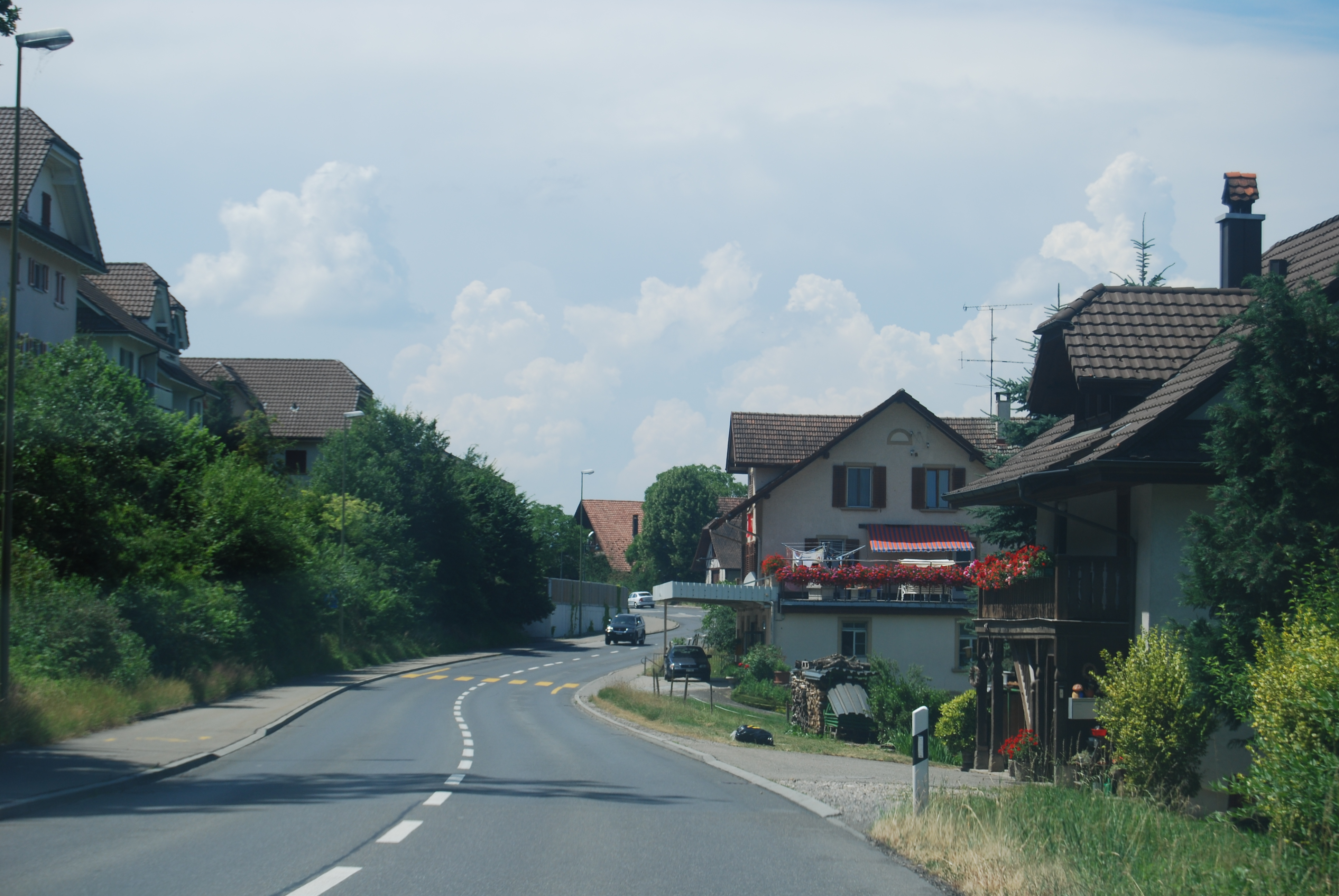
Mauensee